# Igor Terentiev
Igor Guerrassimovitch Terentiev (en russe Игорь Герасимович Терентьев), né le 17 janvier 1892 à Pavlograd – mort le 17 juin 1937 dans la prison de la Boutyrka, à Moscou, est un poète et peintre de l’avant-garde russe.